# Plebania w Boušínie
Plebania kościoła Nawiedzenia Najświętszej Marii Panny w Boušínie – zespół budynków historycznych nr 192 z lat 1728-1730, który składa się z: murowanego budynku parafialnego, drewnianego spichlerza oraz murowanej szopy.

## Historia
Pierwotny budynek parafialny był drewniany. Nie wiadomo, kiedy został zbudowany, lecz musiał istnieć już w 1350 r. w czasach pierwszego nam znanego plebana Jetřicha (Theodosius, Dětřich, zmarł 1358). Spalony w czasie wojen husyckich i wojny trzydziestoletniej.
Budowa ceglanego budynku parafialnego rozpoczęła się 19 kwietnia 1728 i jej pomysłodawcą była wdowa założyciela kościoła, księżna Anna Viktoria Piccolomini. Budowa została zakończona w 1730 r. Na pamiątkę tego wydarzenia został na budynku obok znaku książęcego umieszczony napis: „EX VOTO AQVILA (= Anna Victoria Piccolomini) PROPRIO AERE FVNDAT ~ CRVX ET LVNA CONTRIBVENDO EXORNAT ~ ECCLESIA ISTA SVA SE OPE CONSERVAT. (=1725.)“

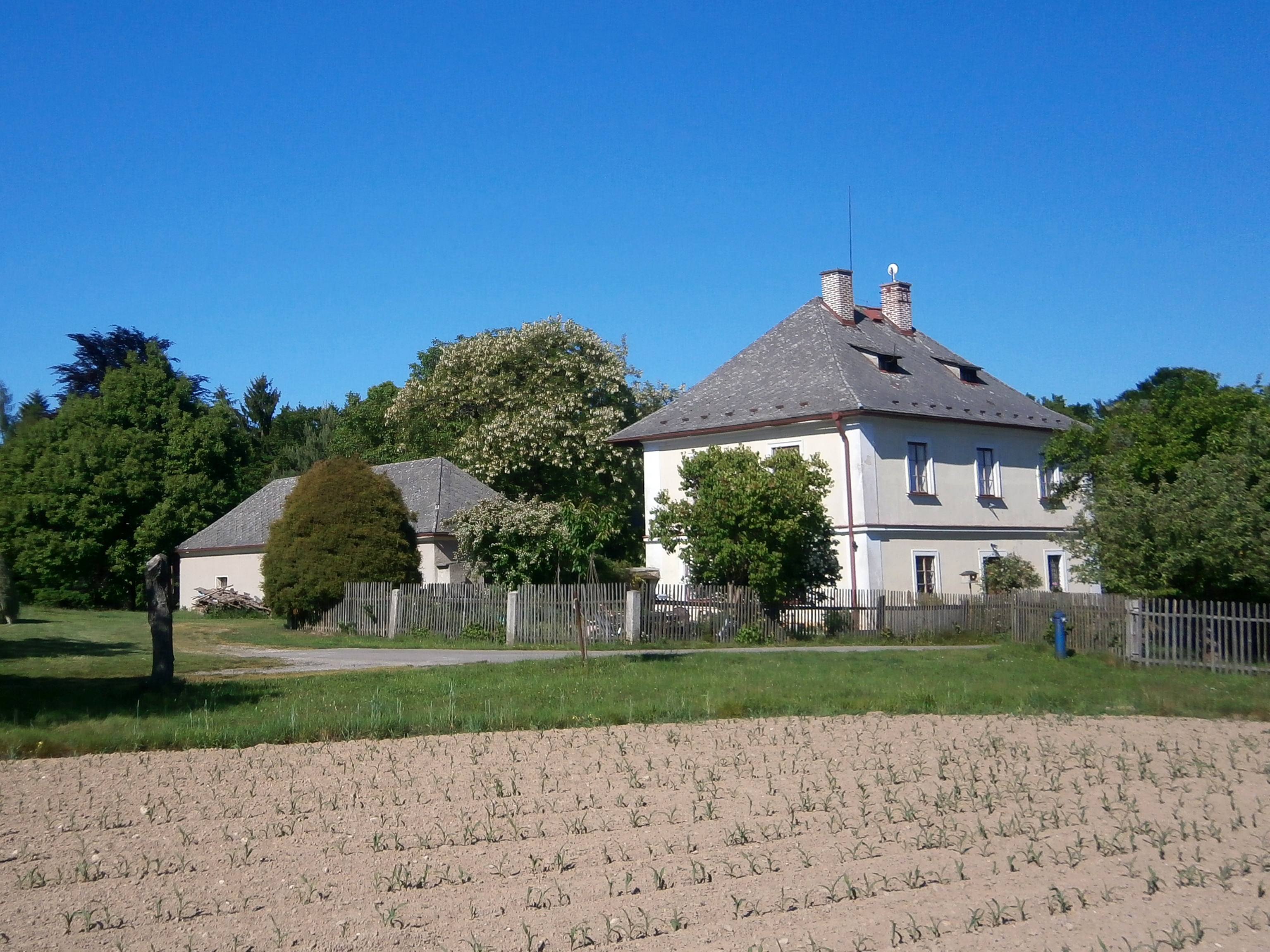
Plebania

Parafia została przywrócona 27 czerwca 1730 i pierwszym proboszczem boušínskim został 17 listopada tego roku Jiří Ignác Milota. Od tej pory mieszkali tutaj wszyscy miejscowy duszpasterze, i to aż do 1946 r., gdy tradycja ta zupełnie zanikła.
W 1765 r. były wokół plebanii dwa domy. Ich mieszkańcy byli odpowiedzialni za kościół, budynek plebanii i musieli pomagać miejscowemu duszpasterzu. Również musieli płacić opłat rocznych oraz robotać na polach i w lasach parafii.
We wrześniu 1848 r. został tutaj zaatakowany i okradziony przez bandę miejscowych rabusiów braci Špetlów ksiądz i pierwszy kronikarz Náchoda Josef Myslimír Ludvík.
W lipcu 1933 został naprawiony dach budynku. Dach pokryty był początkowo gontem drewnianym i następnie zastąpiony bardziej trwałym łupkiem.
Z 3 maja 1958 jest budynek chroniony jako zabytek kultury Republiki Czeskiej.
Od końca lat 60. centrum życia kulturalnego nie tylko parafii. W 1970 r. w budynku otwarto wystawę fotograficzną Ing. Jirzigo Vaňka „U nás“. W następnym roku była zorganizowana kolejna - „Podkrkonošská brána“.
W 2002 r. zostało znalezione na poddaszu pudełko z rzeczami kapelana wojskowego Wehrmachtu wraz z kompletną ewidencją grobów żołnierzy niemieckich na terenie szerokiej okolicy. 10 lat później została oddana do użytku przydomowa oczyszczalnia ścieków i w 2014 r. wykonana wymiana przestarzałej instalacji elektrycznej.